# Fuerte de Trois-Châtels y Tousey

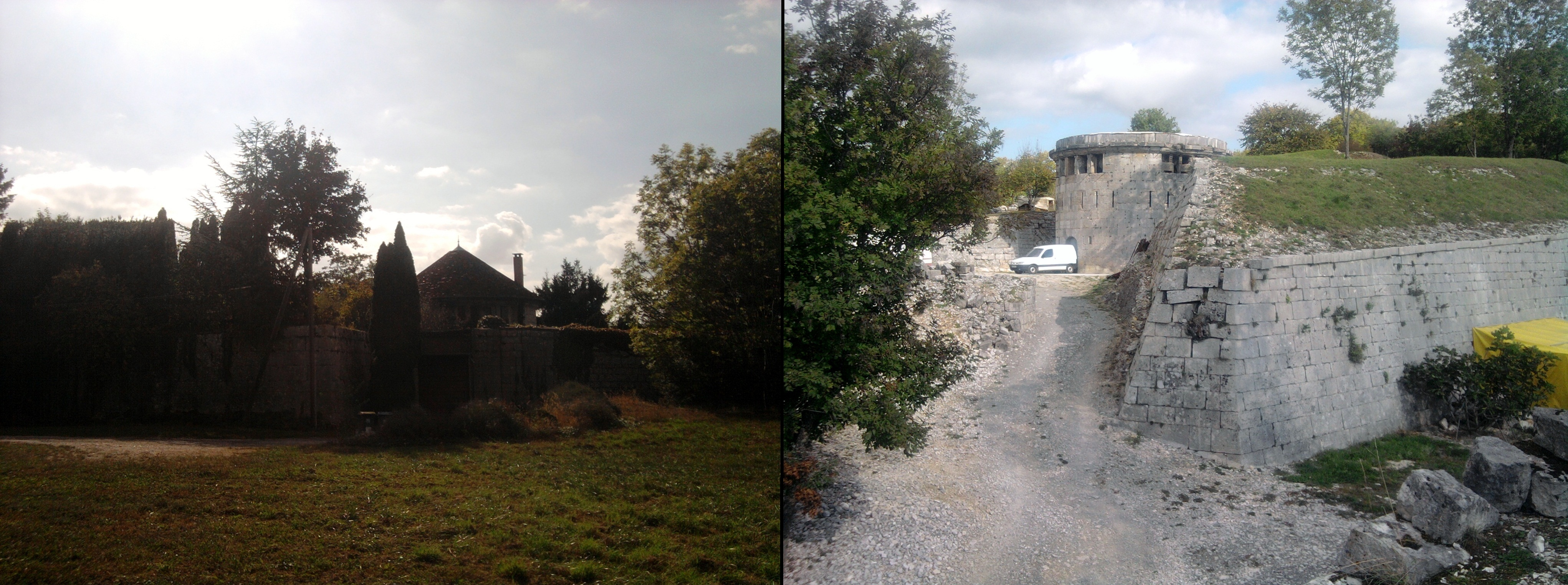
Los fuertes.

Las lunetas de Trois-Châtels y Tousey son dos lunetas situadas en la ciudad francesa de Besançon. Sus cimientos se construyeron en 1792 para sostener la ciudadela de Vauban pero la estructura estaba mal construida y fueron reconstruidas durante la Restauración borbónica. En la Segunda Guerra Mundial, las fuerzas americanas liberaron la ciudad después de algunas batallas en las dos fortificaciones para llegar a la ciudadela. En los años 90, fueron compradas por un hombre que ahora vive en la luneta de Tousey. Trois-Châtels es un monumento histórico oficial de Francia desde 1995.